# Carey Scurry
Carey S. Scurry (Brooklyn, 4 dicembre 1962) è un ex cestista statunitense, professionista nella NBA, in Europa e in Sudamerica.

## Carriera
È stato selezionato dagli Utah Jazz al secondo giro del Draft NBA 1985 (37ª scelta assoluta).